# Ефективна процентна ставка

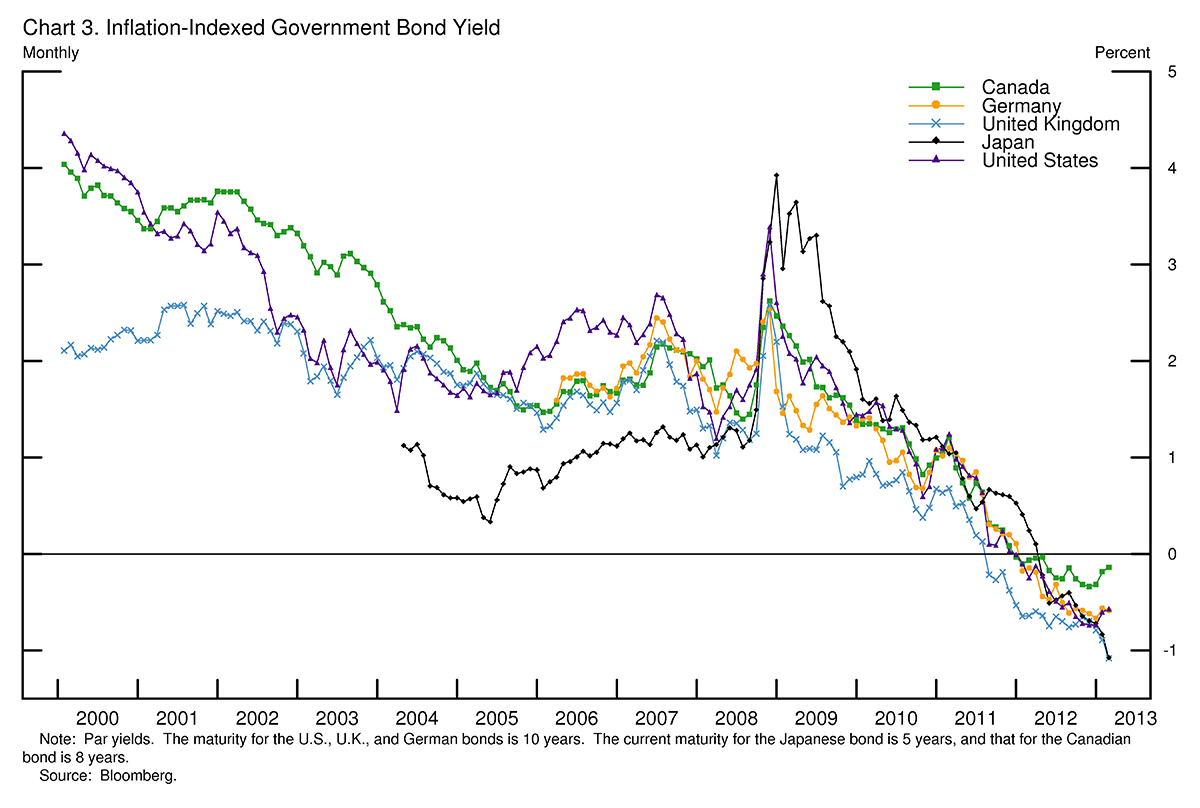
Yield-и по індексації інфляції державних облігацій вибраних країн та строків погашення.

Ефективна відсоткова ставка — відсоткова ставка, яку інвестор, вкладник або позикодавець отримує (або розраховує отримати) після інфляції. Формально може бути описана рівнянням Фішера, яке вказує на те, що реальна процентна ставка є приблизно номінальною процентною ставкою за вирахуванням ставки інфляції.
Якщо, наприклад, інвестору вдалося зафіксувати процентну ставку в розмірі 5% на наступний рік і очікуване зростання цін — 2%, він розраховував би отримати ефективну процентну ставку в розмірі 3%. Очікувана ефективна процентна ставка не є одиничним числом, оскільки різні інвестори мають різні очікування щодо майбутньої інфляції. Зважаючи на те, що рівень інфляції протягом позики спочатку не відомий, коливання інфляції є ризиком, як для кредитора, так і для позичальника.
У випадку контрактів, в умовах яких зазначено номінальну процентну ставку, ефективна процентна ставка відома лише наприкінці періоду позики, виходячи з реалізованої ставки інфляції; це називається ефективною процентною ставкою за попередньою посадою. З моменту запровадження облігацій, індексованих інфляцією, ефективні процентні ставки стали помітними.